# جايسون أندرسون (لاعب كرة قدم أمريكية)
جايسون أندرسون (بالإنجليزية: Jason Anderson)‏ هو لاعب كرة قدم أمريكية أمريكي، ولد في 29 أبريل 1980 في بالمديل في الولايات المتحدة.

## وصلات خارجية
- جايسون أندرسون على موقع مرجع كرة القدم المحترفة.كوم (الإنجليزية)